# Johnny Reb
Johnny Reb lub Johnny Rebel czyli Janek Wywrotowiec – określenie slangowe na żołnierza Konfederacji, a także na całą armię, używane podczas wojny secesyjnej. Jego odpowiednikiem dla armii Północy był Billy Yank. Johnny Reb był także personifikacją narodową Skonfederowanych Stanów Ameryki.